# AOM French Airlines
AOM French Airlines (2001 aufgegangen in Air Lib) war eine französische Fluggesellschaft mit Sitz in Orly und Basis am Flughafen Paris-Orly.

## Geschichte

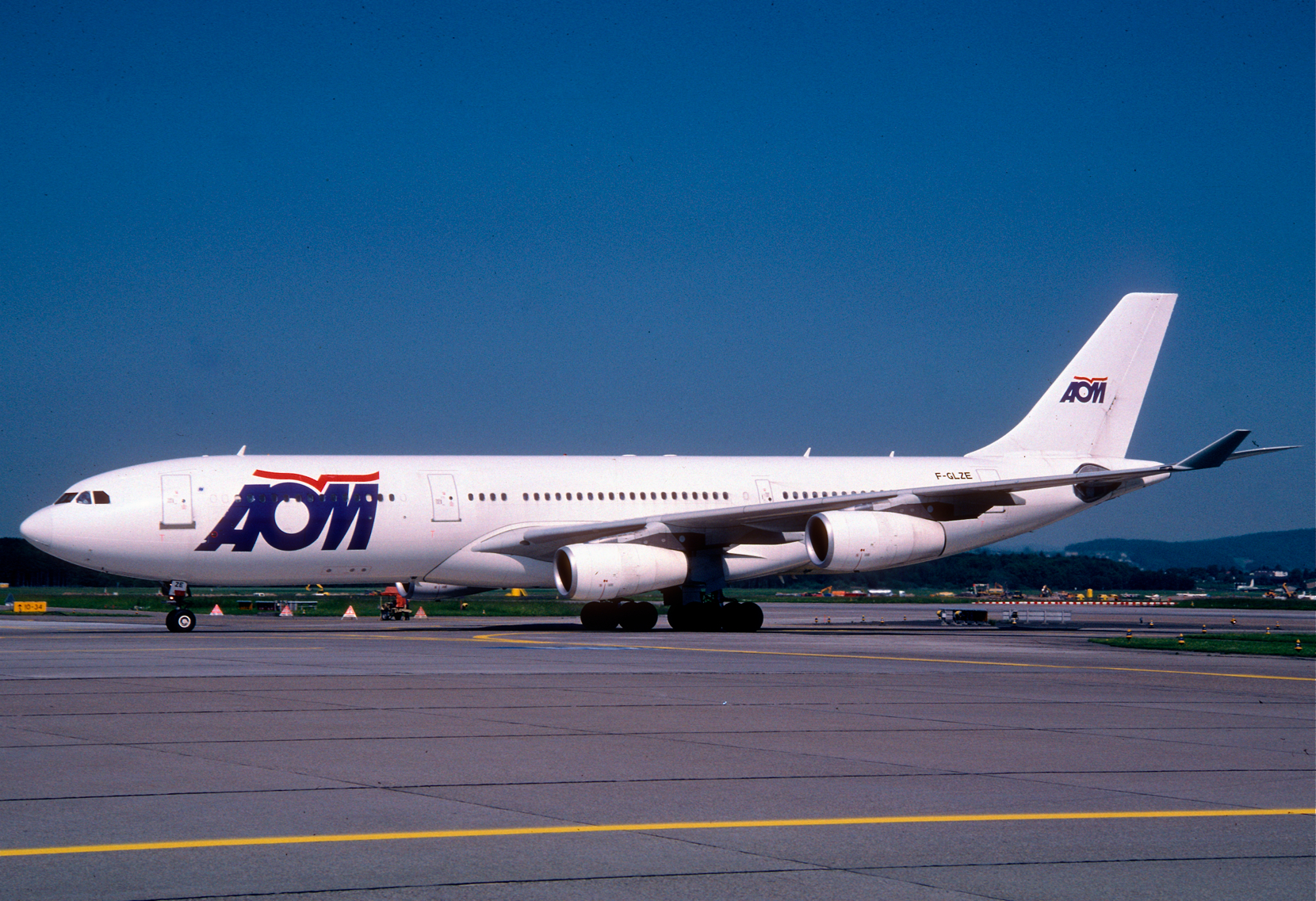
Airbus A340-200 der AOM French Airlines

AOM entstand im Zuge einer Konsolidierungswelle in der Luftfahrtbranche Anfang der 1990er Jahre durch die Fusion der vormaligen Air Outre Mer (AOM, französisch für „Übersee-Fluggesellschaft“) mit der ebenfalls französischen Air Minerve. Am 1. Februar 1992 nahm AOM French Airlines offiziell den Flugbetrieb auf. Zeitweise galt sie nach Air France als zweitgrößte Fluggesellschaft Frankreichs und unterhielt ein Linien- und Charternetz.
Im Februar 1999 übernahm die schweizerische Swissair 49 % der Anteile an AOM French Airlines und wurde damit größter Anteilseigner. In der Folge des Zusammenbruchs der Swissair-Konzernmutter SAirGroup geriet AOM in finanzielle Turbulenzen. Im Zuge der Liquidation der Swissair kam es zu einem erneuten Besitzerwechsel.
Am 22. September 2001 ging AOM zusammen mit der ebenfalls französischen Air Liberté in der neugegründeten Air Lib auf. Jedoch konnte auch dies den endgültigen Niedergang nicht mehr verhindern. Im Herbst 2002 noch hatte die niederländische IMCA-Gruppe verkündet, 50 % von Air Lib übernehmen zu wollen, dies jedoch in den folgenden Verhandlungen von Staatshilfen abhängig gemacht, zu welchen die französische Regierung nicht bereit war.
Im Februar 2003 musste Air Lib Konkurs anmelden. Da auch kein anderer Investor gefunden wurde, verfügte das zuständige Handelsgericht in Créteil schließlich die Liquidation der Gesellschaft.

## Flugziele
Neben einigen Inlandszielen wie Marseille und Perpignan bediente AOM hauptsächlich Langstreckenziele wie St. Maarten, Sydney, Havanna, Tokio und Los Angeles.

## Flotte
Anfang 2001 bestand die Flotte der AOM French Airlines aus 31 Flugzeugen:

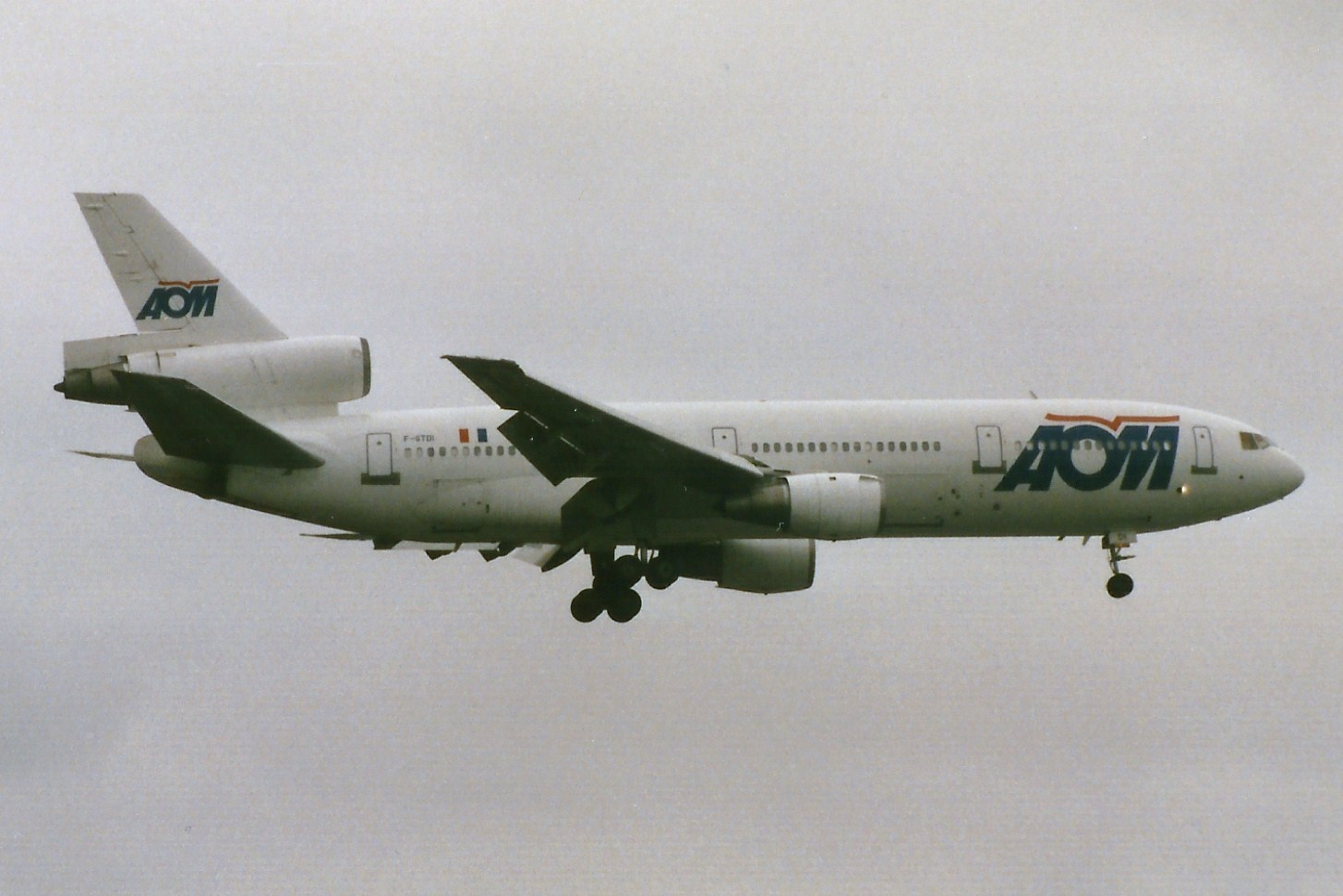
Die im Dezember 1999 verunglückte Douglas DC-10 F-GTDI der AOM French Airlines

- 2 Airbus A340-200
- 2 Airbus A340-300
- 12 McDonnell Douglas DC-10-30
- 15 McDonnell Douglas MD-83

## Zwischenfälle
- Am 21. Dezember 1999 schoss eine McDonnell Douglas DC-10-30 der AOM French Airlines (Luftfahrzeugkennzeichen F-GTDI), die für die Cubana betrieben wurde, bei der Landung auf dem Flughafen Guatemala-La Aurora bei nasser Witterung über das Landebahnende hinaus und stürzte einen Abhang hinab. Von den 314 Menschen an Bord starben 16 (siehe auch Cubana-Flug 1216).[4]